# Tejeda y Segoyuela
Tejeda y Segoyuela település Spanyolországban, Salamanca tartományban. Tejeda y Segoyuela Tamames, Berrocal de Huebra, Barbalos, Escurial de la Sierra, Navarredonda de la Rinconada, La Rinconada de la Sierra és Aldeanueva de la Sierra községekkel határos. Lakosainak száma 97 fő (2024).

## Népesség
A település népessége az elmúlt években az alábbi módon változott:
| Lakosok száma | 112  | 116  | 128  | 110  | 103  | 106  | 91   | 92   | 92   | 97   |
|               | 2001 | 2004 | 2007 | 2009 | 2012 | 2014 | 2017 | 2019 | 2022 | 2024 |